# 小沢栄太郎
小沢 栄太郎（おざわ えいたろう、1909年〈明治42年〉3月27日 - 1988年（昭和63年）4月23日）は、日本の俳優、演出家。
戦前は小沢 栄を芸名としていたが、戦中に本名の小沢栄太郎に改名した後、1949年（昭和24年）に小沢栄に戻し、1957年（昭和32年）には再び本名に戻している。ほかの芸名に小沢 英太郎、小澤 栄太郎がある。
東京左翼劇場、新協劇団などを経て千田是也、東野英治郎らと俳優座の創立に参加し、同座の中心俳優として活躍。新劇出身の映画俳優の代表格でもあり、名脇役として300本以上の映画に出演。憎々しい悪役の演技で定評を呼んだ。艶福家としても知られる。著書に『先祖はモリエール』など。
趣味・特技はテニスと釣り。東京出身。

## 来歴・人物
1909年（明治42年）3月27日（土曜日）、東京府東京市芝区田村町（現在の東京都港区）に西洋家具店の一人息子として生まれる。7歳の時に生母が男性と駆け落ちして去り、継母に育てられた。南桜小学校卒業後の1921年（大正10年）に芝中学に進学するが、在学中に胸を病み、四年修了後から3年間闘病生活を送る。この間に文学書を読みあさり、やがて戯曲にも強い関心を抱くようになる。高等学校に進む予定だったが、数学嫌いで断念した。
1927年（昭和2年）、築地小劇場の舞台を観て俳優の道を志し、1929年（昭和4年）に劇団心座の研究生となる。同年東京左翼劇場第12回公演『全線』の応援出演で初舞台を踏み、このころからプロレタリア演劇運動にも参加するようになる。1930年（昭和5年）、東京左翼劇場に入団し、小沢 栄の芸名で舞台に立つが、1932年（昭和7年）に治安維持法違反で当局に検挙され、1年半のあいだ刑務所の中で過ごす。
1934年（昭和9年）、村山知義、滝沢修、久保栄、細川ちか子らと新協劇団の結成に参加し、久板栄二郎作『北東の風』『千万人と雖も我行かん』、ゴーリキー作『どん底』、真船豊作『遁走譜』などの舞台に立って、中心メンバーとして活躍する。その一方で映画にも出演するようになり、同年にP・C・L映画製作所に準専属として入って、『さくら音頭』で映画デビューする。新劇畑からの映画俳優としては杉村春子、三島雅夫らとともに草分け的な存在となり、以来、舞台で鍛えた確実な演技と器用さが買われ、脇役として重宝がられた。
1940年（昭和15年）8月19日（月曜日）、新劇弾圧により軍部から劇団の解散を命じられ、小沢を含む多くの劇団員が検挙された。この時芸名も本名の栄太郎に改名させられている。釈放後の1942年（昭和17年）、松竹太秦撮影所に入社し、田坂具隆監督の『母子草』、内田吐夢監督の『鳥居強右衛門』に出演後、松竹大船撮影所に移籍する。木下惠介監督のデビュー作『花咲く港』では上原謙と共に主演し、軽妙洒脱な演技を披露した。
1944年（昭和19年）、千田是也、東野英治郎らと共に劇団俳優座を結成。同年に応召、翌1945年（昭和20年）11月に復員する。復帰後は『愛と死の戯れ』『中橋公館』『壊れ甕』『フィガロの結婚』などの舞台に立って劇団の中核的存在となり、劇団運営でも指導的立場をとった。映画では、1946年（昭和21年）に木下監督の『大曾根家の朝』で、戦いに敗れたのちもかたくなに神州不滅を信じる陸軍士官を演じ、堂々たる貫禄を示して演技派の第一人者に躍り出て、この演技で第1回毎日映画コンクール演技賞を受賞する。木下に見込まれた小沢は、1948年（昭和23年）、オールロケ、出演俳優2人だけという異色作『女』に水戸光子と共に主演。同年にフリーとなり、1950年代は俳優座劇場を建設するため自ら進んで多くの映画に出演する。溝口健二監督の『雨月物語』・成瀬巳喜男監督の『女が階段を上る時』などといった巨匠監督の名作から、東映時代劇、東宝特撮映画、独立プロ映画に至るまで幅広い作品に出演した。
さまざまな役をこなしたが、特に悪役での憎々しい演技に定評があった。『白い巨塔』『華麗なる一族』『不毛地帯』ではいずれも仇役を好演し、『白い巨塔』での鵜飼教授役は劇場版のほか、テレビ版でも演じ、当たり役とした。
『新・平家物語』で信西を演じた際には、視聴者から助命嘆願ならぬ殺害嘆願が多数届き、『元禄太平記』『赤穂浪士』『忠臣蔵異聞 生きていた吉良上野介』の3作では吉良上野介を演じ、その憎々しい演技でハマリ役と言われた。
1959年（昭和34年）、『十二夜』からは舞台演出も始め、『セチュアンの善人』『東海道四谷怪談』等の演出作がある。1969年（昭和44年）、俳優座を退団する。
1987年11月、「あまつ空なる」の公演中にスタッフに「肺癌だが頑張るよ」と語っていたが、1988年1月に体調を崩し1カ月間入院。その後、神奈川県逗子市小坪の自宅で静養。静養中、市川猿之助とともに「イタリア喜劇をやりたい」と語っていたが、同年4月23日午前11時40分、肺癌のため自宅で死去。79歳没。葬儀は俳優座劇場で行われ、千田是也が葬儀委員長を務めた。
私生活では艶福家として有名であり、2度の結婚を経験している。最初の妻との間に演出家の小沢僥謳を授かるも、堀阿佐子や山岡久乃と浮名を流し、初妻は栄太郎・山岡が関係を清算した矢先とされた1954年に自殺。1974年（昭和49年）には37歳も年下の女性と再婚し、老いらくの恋と騒がれたが、この妻とは終生連れ添った。

## 受賞・受章歴
- 1946年：第1回毎日映画コンクール 演技賞『大曾根家の朝』
- 1959年：週刊読売新劇賞 演出賞『十二夜』
- 1984年：第19回紀伊國屋演劇賞 個人賞『遁走譜』
- 1988年：勲四等旭日小綬章[6]

## 出演作品
※「 - 」は役名

### 映画

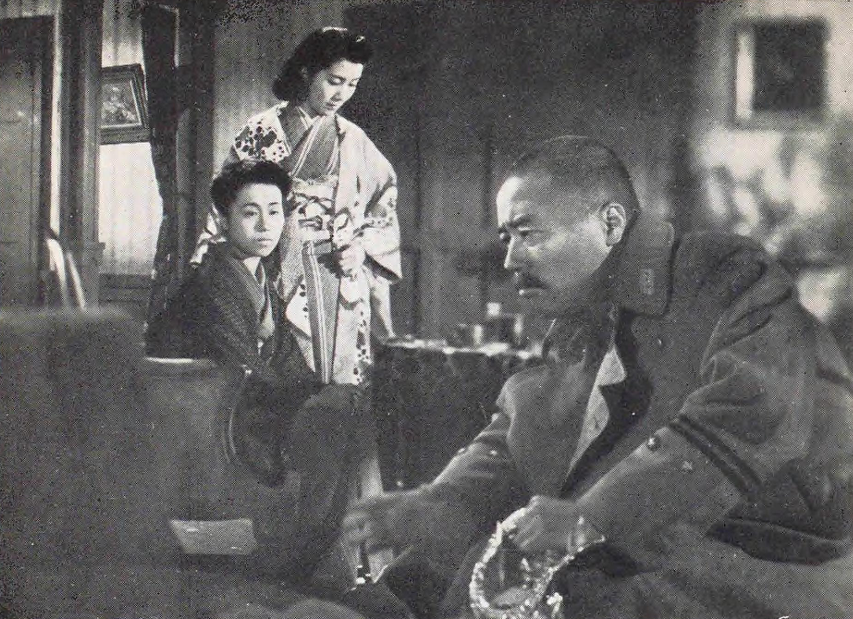
『大曾根家の朝』（1946年）

- 三色旗ビルディング（1935年、P.C.L.） - 保険屋谷本
- 都会の怪異七時三分（1935年、P.C.L.） - 巡査
- 桃中軒雲右衛門（1936年、P.C.L.）
- 忠臣蔵（1939年、東宝映画） - 戸田采女正
- 空想部落（1939年、南旺映画） - 黒住長慶
- 多甚古村（1940年、東宝映画） - デレ助
- 母子草（1942年、松竹）
- 花咲く港（1943年、松竹） - 野長瀬修三
- 海軍（1943年、松竹） - 隆夫の父
- 水兵さん（1944年、松竹） - 鈴木兵曹（横須賀海兵団の教班長）
- 君こそ次の荒鷲だ（1944年、松竹） - 熱血訓導西沢
- 煉瓦女工（1946年、南旺映画） - 林造
- 大曾根家の朝（1946年、松竹） - 大曾根一誠
- 結婚（1947年、松竹） - 島本
- 長屋紳士録（1947年、松竹） - 父親
- 女優須磨子の恋（1947年、松竹） - 中村吉蔵
- 懐しのブルース（1948年、松竹） - 立松通房
- 女（1948年、松竹） - 町田正
- 肖像（1948年、松竹） - 金子
- 破戒（1948年、松竹） - 高柳利三郎
- わが恋は燃えぬ（1949年、松竹） - 早瀬龍三
- 深夜の告白（1949年、新東宝） - 早川（航空機会社の社長）
- 破れ太鼓（1949年、松竹） - 木村経理部長
- 暁の脱走（1950年、新東宝） - 副官
- 脱獄（1950年、東宝） - 孝之助
- 醜聞（1950年、松竹） - 堀
- レ・ミゼラブル ああ無情（1950年、東横映画） - 安藤
- 風にそよぐ葦（1951年、東横映画） - 岡部編集長
- 愛と憎しみの彼方へ（1951年、東宝） - 鎌田与助
- 自由学校（1951年、松竹） - 加治木
- ブンガワンソロ（1951年、新東宝） - スヘイマン
- 源氏物語（1951年、大映） - 御門
- 命美わし（1951年、松竹） - 快雲
- 母ものシリーズ（大映）
  - 母子船（1951年） - 太吉
  - 母山彦（1952年） - 庄三郎
  - 母ふたり（1955年） - 塚田十吉
- 安宅家の人々（1952年、大映） - 宗一の従兄弟
- 若い人（1952年、東宝） - 江口健吉
- 泣虫記者（1952年、東映） - 部長
- 稲妻（1952年、大映） - 綱吉
- 慟哭（1952年、新東宝）
- 大佛開眼（1952年、大映） - 国中ノ公麻呂
- 加賀騒動（1953年、東映） - 久世三四郎
- やっさもっさ（1953年、松竹） - 志村四万吉
- 韋駄天記者（1953年、東映） - 嵐部長
- 雨月物語（1953年、大映） - 藤兵衛
- 憲兵（1953年、新東宝） - 部隊長大野木中佐
- 欲望（1953年、大映） - 紺野長次郎
- 続思春期（1953年、東宝） - 父順造
- 坊つちやん（1953年、東京映画） - 山嵐
- 広場の孤独（1953年、新東宝） - 張国濤
- 早稲田大学（1953年、東映） - 大隈重信
- 思春の泉（1953年、新東宝） - 村長さん
- 愛染道中 男の血祭（1954年、東映） - 千住の金助
- 勲章（1954年、俳優座） - 岡部雄作
- 花の長脇差（1954年、大映） - 門右衛門
- 人生劇場望郷篇 三州吉良港（1954年、東映） - 立川半兵衛
- 宮本武蔵（1954年、東宝） - 池田輝政
- 近松物語（1954年、大映） - 助右衛門
- 姿三四郎（1955年、東映） - 村井半助
- 愛のお荷物（1955年、日活） - 坂口
- 薔薇いくたびか（1955年、大映） - 松島辰郎
- 楊貴妃（1955年、大映） - 楊国忠
- 美わしき歳月（1955年、松竹） - 老紳士
- あした来る人（1955年、日活） - 藤川社長
- 藤十郎の恋（1955年、大映） - 近松門左衛門
- 狼（1955年、近代映画協会） - 東洋生命支社橋本桜部長
- 愛すればこそ（1955年、独立映画） - 兄の声
- 下郎の首（1955年、新東宝） - 須藤厳雪
- 由起子（1955年、中央映画） - 青砥義秀
- 牢獄の花嫁（1955年、東映） - 戸田大和守
- 荒木又右衛門（1955年、松竹） - 河合陣左衛門
- 婦系図 湯島の白梅（1955年、大映） - 柳沢教授
- 身代り紋三 地獄屋敷（1955年、新東宝） - 井伊掃部頭直弼
- 浮草日記（1955年、山本プロ） - 玉木屋
- 源義経（1955年、東映） - 平清盛
- 三つ首塔（1956年、東映） - 黒川誠一郎
- にっぽんGメン 特別武装班出動（1956年、東映） - 偽札団阿部
- 夜の河（1956年、大映） - 近江屋
- 森は生きている（1956年、俳優座） - 侍
- 女優（1956年、近代映画協会） - 藤枝太郎
- 顔（1957年、松竹） - 加倉井
- 朱雀門（1957年、大映） - 岩倉具視
- 源氏九郎颯爽記 濡れ髪二刀流（1957年、東映） - 多田信濃守
- 伴淳・森繁の糞尿譚（1957年、松竹） - 友田喜造
- 日清戦争風雲秘話 霧の街（1957年、東映） - 井上外務卿
- くちづけ（1957年、大映） - 宮本大吉
- 夜の蝶（1957年、大映） - 木崎孝平
- 危険な英雄（1957年、東宝） - 田島社会部長
- 太夫さんより 女体は哀しく（1957年、宝塚映画） - 善助
- 地上（1957年、大映） - 校長
- 月姫系図（1958年、大映） - 大久保石見守長安
- 悲しみは女だけに（1958年、大映） - 政夫
- 忠臣蔵 （1958年、大映） - 千坂兵部
- 旅笠道中（1958年、東映） - 聖天の虎五郎
- ぶっつけ本番（1958年、東宝） - 山田製作部長
- 警視庁物語シリーズ（東映）
  - 警視庁物語 七人の追跡者（1958年） - 黒木経理課長
  - 警視庁物語 不在証明（1961年） - 岡本係長
- 美女と液体人間（1958年、東宝） - 宮下刑事部長 [1][4]
- 白鷺（1958年、大映） - 沖田
- 銭形平次捕物控 雪女の足跡（1958年、大映） - 伍平
- 人間の條件 第1・2部（1959年、にんじんくらぶ） - 岡崎
- 忠臣蔵 櫻花の巻・菊花の巻（1959年、東映） - 多門伝八郎
- 荷車の歌（1959年、全国農村映画協会） - ナナシキの旦那
- 第五福竜丸 （1959年、近代映画協会）- 静岡県知事
- 若き日の信長（1959年、大映） - 平手中務政秀
- 旗本退屈男シリーズ（東映）
  - 旗本退屈男 謎の大文字（1959年） - 島津豊後
  - 旗本退屈男 謎の七色御殿（1961年） - 角田了庵
- 硫黄島（1959年、日活） - 牧山
- 人間の壁（1959年、山本プロ） - 有馬教育長
- 花嫁さんは世界一（1959年、東京映画） - 支社長宮森
- 女が階段を上る時（1960年、東宝） - 美濃部
- 春の夢（1960年、松竹） - 奥平庄兵衛
- 野狐笛 花吹雪一番纏（1960年、東映） - 尾形玄蕃
- 白い崖（1960年、東映） - 松本政務次官
- 秘境ヒマラヤ（1960年、読売映画） - ナレーション
- 大江山酒天童子（1960年、大映） - 藤原道長
- バナナ（1960年、松竹） - 呉天源
- 酒と女と槍（1960年、東映） - 徳川家康
- 歌行燈（1960年、大映） - 今村屋彦七
- 親鸞（1960年、東映） - 鷹司右大臣
- 切られ與三郎（1960年、大映） - 山城屋多左衛門
- 太陽の墓場（1960年、松竹） - 動乱屋
- 大いなる驀進（1960年、東映） - 医者
- 武器なき斗い（1960年、大東映画） - 大上
- 新吾二十番勝負（1961年、東映） - 太田備中守
- ろくでなし稼業（1961年、日活） - 太田黒弁護士
- 特急にっぽん（1961年、東宝） - 岸和田太市
- 図々しい奴（1961年、松竹） - 黒屋利兵衛
- 橋蔵の若様やくざ（1961年、東映） - 加山勝右衛門
- スパイ・ゾルゲ/真珠湾前夜（1961年、日仏合作）- 藤森大佐
- はやぶさ大名（1961年、東映） - 田沼意次
- 水戸黄門 助さん格さん大暴れ（1961年、東映） - 柳沢吉保
- 妻は告白する（1961年、東宝） - 滝川亮吉
- 北帰行より 渡り鳥北へ帰る（1962年、日活） - 佐伯
- 天下の御意見番（1962年、東映） - 本多上野介
- 妖星ゴラス（1962年、東宝） - 木南法務大臣[1][4][5]
- 娘と私（1962年、東宝） - 渡辺
- 恋や恋なすな恋（1962年、東映） - 岩倉治部大輔
- 世界残酷物語（1962年、イタリア映画） - 日本語ナレーション
- 黒シリーズ（大映）
  - 黒の報告書（1963年） - 山室竜平
  - 黒の駐車場（1963年） - 角沼満次
- 妖僧 (1963年)
- 白と黒（1963年、東宝） - 吉岡
- 煙の王様（1963年、日活） - 吉川工場長
- 現代っ子（1963年、日活） - 石田社長
- 右京之介シリーズ（東映） - 酒井雅楽頭 
  - 右京之介巡察記（1963年）
  - 紫右京之介 逆一文字斬り（1964年）
- 馬鹿まるだし（1964年、松竹） - 赤木会長
- 暗殺（1964年、松竹） - 板倉周防守
- 俺たちの血が許さない（1964年、日活）
- 甘い汗（1964年、東京映画） - 権藤
- 忍びの者シリーズ（大映） - 徳川家康 
  - 忍びの者 続霧隠才蔵（1964年）
  - 忍びの者 新・霧隠才蔵（1966年）
- けものみち（1965年、東宝） - 鬼頭洪太
- 悪党（1965年、近代映画協会） - 高師直
- 赤い谷間の決斗（1965年、日活） - 鮫島大五郎
- 網走番外地 北海篇（1965年、東映） - 大沢親分
- 夜の牝犬（1966年、東映） -  駒崎鉄五郎
- ひき逃げ（1966年、東宝） - 柿沼久七郎
- 白い巨塔（1966年、大映） - 鵜飼雅行
- 酔いどれ波止場（1966年、大映） - 署長
- ひき裂かれた盛装（1967年、大映） - 納谷嘉一
- 続大奥(秘)物語（1967年、東映） - 阿部主水正
- 座頭市血煙り街道（1967年、大映） - 代官手附鳥越
- 眠狂四郎女地獄（1968年、大映） - 堀采女正
- 波止場の鷹 (1967年、日活)
- 青春の風（1968年、日活） - 楠本洋策
- 祇園祭（1968年、日本映画復興協会） - 角倉了太夫
- 極悪坊主 人斬り数え唄（1968年、東映） - 岩井清介
- 黒薔薇の館（1969年、松竹） - 佐光喬平
- 御用金（1969年、フジテレビ・東京映画） - ナレーション
- 女体（1969年、大映） - 小村卓造
- かげろう（1969年、近代映画協会） - 聖和病院長
- 日本女侠伝 真っ赤な度胸花（1970年、東映） - 松尾兼之助
- なにがなんでも為五郎（1970年、松竹） - 寺部仙吉
- 儀式（1971年、創造社） - 立花武世
- 忍ぶ糸（1973年、俳優座映画放送）
- 華麗なる一族（1974年、芸苑社） - 永田大蔵大臣
- わが道（1974年、近代映画協会） - 医大の教授
- サンダカン八番娼館 望郷（1974年、東宝・俳優座映画放送） - 太郎造
- 告訴せず（1975年、東宝） - 宗近健太郎大臣
- ある映画監督の生涯 溝口健二の記録（1975年、近代映画協会）
- 暴力金脈（1975年、東映） - 乃木万太郎
- 動脈列島（1975年、東京映画） - 国松警察庁長官
- 新仁義なき戦い 組長最後の日（1976年、東映） - 坂本英光
- 脱走遊戯（1976年、東映） - 田所洪善
- 不毛地帯（1976年、芸苑社） - 貝塚官房長
- 石坂浩二の金田一耕助シリーズ
  - 犬神家の一族（1976年、角川春樹事務所） - 古館恭三
  - 病院坂の首縊りの家（1979年、東宝映画） - 本條徳兵衛
- 日本の首領 野望篇（1977年、東映） - 岡山大造
- 皇帝のいない八月（1978年、松竹） - 小山内建設大臣
- ブルークリスマス（1978年、東宝映画） - 五代報道局長
- 雲霧仁左衛門（1978年、松竹） - ナレーション
- 悪魔が来りて笛を吹く（1979年、東映） - 玉虫公丸
- 黄金の犬（1979年、松竹） - 遠沢要一
- 十八歳、海へ（1979年、にっかつ） - 大八木一隆
- 配達されない三通の手紙（1979年、松竹） - 牛山博士
- わるいやつら （1980年、松竹） - スポンサー風の男
- 連合艦隊（1981年、東宝映画） - 永野軍令部総長[10]
- 日本の熱い日々 謀殺・下山事件（1981年、松竹） - 糸賀
- 近頃なぜかチャールストン（1981年、ATG） - 内閣総理大臣
- 鬼龍院花子の生涯（1982年、東映） - 田辺源一郎
- 疑惑（1982年、松竹） - 安西教授
- 海峡（1982年、東宝映画） - 鉄建公団理事
- 小説吉田学校（1983年、東宝） - 松野鶴平
- ゴジラ（1984年、東宝映画） - 神崎大蔵大臣[4][11][5]
- 危険な女たち（1985年、松竹） - 絹村健一郎
- ドン松五郎の生活（1986年、東宝） - 福山教授
- 植村直己物語（1986年、電通 / 毎日放送） - 西川栄二郎
- マルサの女（1987年、伊丹プロ） - 税理士
- 親鸞 白い道（1987年、日映） - 行仙
- さくら隊散る（1988年、近代映画協会） - 証言者

### テレビドラマ
- 東芝日曜劇場（TBS）
  - 第5回「鶯」（1956年）
  - 第812回「夏の日の恋」（1972年）
  - 第893回「幻の父」（1974年）
  - 第943回「わが世の春」（1975年）
- 大河ドラマ（NHK総合）
  - 花の生涯（1963年） - ナレーション
  - 新・平家物語（1972年） - 信西
  - 元禄太平記（1975年） - 吉良上野介
- シオノギテレビ劇場「仲代達矢アワー・加賀騒動」（1964年、フジテレビ）
- 竜馬がゆく（1965年、毎日放送） - ナレーション
- 剣（1967年 - 1968年、日本テレビ） - ナレーション
- お庭番（1968年、日本テレビ） - ナレーション
- ポーラテレビ小説（TBS）
  - 安ベエの海（1969年） - 番頭・佐々木
  - 千春子（1983年） - 津島万作
- 銀河ドラマ（NHK総合）
  - 針千本[12]（1970年）
  - 藍の季節（1971年）
- 男は度胸（1970年 - 1971年、NHK総合） - 小松休夢
- となりは隣り（1972年、12CH） - 大沢総一郎
- 長谷川伸シリーズ（1972年 - 1973年、NET） - ナレーション
- 白雪劇場「北斗の人」（1974年、関西テレビ） - 浦山寿貞
- 池田大助捕物日記 第26話「江戸の潮騒」（1975年、フジテレビ） - 上田
- 長崎犯科帳 第1話「すごい男がやって来た」（1975年、日本テレビ） - 福島六左衛門
- はぐれ刑事（1975年、日本テレビ） - 滝川啓介課長
- どてらい男 激動篇（1975年、関西テレビ） - 門田支配人
- 赤ちゃんがいっぱい（1975年、フジテレビ） - 更科憲介
- がんじがらめ（1975年、フジテレビ） - 務田専務
- 花吹雪はしご一家（1975年 - 1976年、TBS） - 飛十
- 同心部屋御用帳 江戸の旋風（1975年 - 1976年、フジテレビ） - 三保木左十郎
- 痛快!河内山宗俊 第20話「おれとあいつの忘れがたみ」（1976年、フジテレビ） - 船倉の板八
- 火の路（1976年、NHK総合）
- あかんたれ（1976年、東海テレビ） - 糸茂
- 五丁目に咲いた恋は、絶対に結ばれないと人々は噂した（1976年、日本テレビ） - 丹阿弥松慶
- 古谷一行の金田一耕助シリーズ（毎日放送）
  - 横溝正史シリーズ / 悪魔の手毬唄（1977年） - 多々羅放庵
  - 横溝正史シリーズII / 不死蝶（1978年） - 矢部杢衛
- 砂の器（1977年、フジテレビ） - 田所重喜
- 赤い激流（1977年、TBS） - 宮島音楽大学学長
- 土曜ドラマ / 松本清張シリーズ・依頼人（1977年、NHK総合） - 沼田弁護士
- 日本の戦後（NHK総合）
  - 第2集「サンルームの二時間 憲法GHQ案の衝撃」（1977年） - 松本烝治
  - 第8集「審判の日 極東国際軍事裁判」（1977年） - 東條英機
- 江戸を斬るIII 第26話「八百八町は日本晴れ」（1977年、TBS・C.A.L） - 高野石堂
- 明日の刑事 （1977年、TBS） - 日の出署・署長
- 土曜ワイド劇場（テレビ朝日）
  - 幽霊シリーズ（1978年 - 1984年） - 捜査課長
  - 鮮やかな完全犯罪・女相続人（1979年） - 河原専造
  - 3DKの通り魔（1982年）
  - 山口線「貴婦人号」SL殺人トリック 哀しい汽笛が津和野に響く (1982年)
- 新五捕物帳 （日本テレビ・ユニオン映画）
  - 第15話「執念の十手に血が通う」（1978年） - 豊島町の梅造
  - 第91話「父の情けの花嫁衣裳」（1979年） - 喜助
  - 第174話「涙の宮参り」（1982年）- 弥七
- 新幹線公安官 第2シリーズ 第20話「長い夏の報復」（1978年、テレビ朝日・東映） - 長瀬
- 必殺からくり人・富嶽百景殺し旅 （1978年、朝日放送・松竹） - 葛飾北斎
- 白い巨塔 （1978年 - 1979年、フジテレビ） - 鵜飼雅一
- ああ、お父ちゃん（1978年10月1日・8日、関西テレビ） - 佐藤竜海
- 森村誠一シリーズII / 野性の証明 （1979年、毎日放送） - 大場一成
- 赤穂浪士 （1979年、テレビ朝日） - 吉良義央
- 新・座頭市 第3シリーズ 第19話「静かなくらし」（1979年、フジテレビ） - 守助
- 女の肖像（1980年、日本テレビ） - 須賀一生
- 旅がらす事件帖（1980年 - 1981年、関西テレビ） - 阿部伊勢守
- 青い絶唱（1980年 - 1981年、TBS） - 沢田岩雄
- 御宿かわせみ 第15話「江戸は雪」（1981年、NHK総合） - 伊勢屋仙八
- 二百三高地 愛は死にますか（1981年、TBS） - 伊藤博文
- 時代劇スペシャル（フジテレビ）
  - 着ながし奉行 悪徳の巣にいどむ一匹侍（1981年） - 巴の太十
  - 風車の浜吉捕物綴（1981年） - 嘉助
  - 紫頭巾 黄金の秘密（1982年） - 秋元但馬守
  - 剣客商売 辻斬り（1982年） - 田沼意次
  - 剣客商売 誘拐（1983年） - 田沼意次
  - 旗本退屈男（1983年） - 松平源七郎
- 鬼平犯科帳 第3シリーズ 第4話「雨乞い庄右衛門」（1982年、テレビ朝日・東宝） - 雨乞い庄右衛門
- 影の軍団III（1982年、関西テレビ） - 徳川光貞
- 松本清張の黒革の手帖（1982年、テレビ朝日） - 長谷川庄治
- 大奥 第25話「過去のある女」（1983年、関西テレビ） - 水戸光圀
- 宮本武蔵（1984年、NHK総合）- 日観
- 長七郎江戸日記 第1シリーズ 第40話「望郷」（1984年、日本テレビ） - 渡辺幸庵
- 風雲 柳生武芸帳（1985年、テレビ東京） - 徳川頼宣
- Oh!わが友よ（1985年、TBS） - 作田桑太郎
- 冬構え（1985年3月30日、NHK総合） - 篠崎豐太郎
- 金曜女のドラマスペシャル / 女が階段を上る時（1985年、フジテレビ・東映）
- おさんの恋（1985年10月12日、NHK総合） - 宗林
- 銀河テレビ小説（NHK総合）
  - まんだら屋の良太（1986年） - 中山大二郎
- 夏樹静子サスペンス / 一億円は安すぎる（1987年、関西テレビ）
- 忠臣蔵異聞 生きていた吉良上野介（1987年、テレビ朝日）- 吉良義央
- とっておきの青春（1988年、NHK総合） - 今朝次 [注釈 1]

### その他の番組
- ディズニーランド（1958年8月29日 - 1972年4月30日、日本テレビ） - 声の出演
- 20世紀アワー（日本テレビ） - ナレーター

### 舞台
- 乞食芝居（1932年、東京演劇集団） - 職工上りの乞食、邏卒長
- どん底（1936年） - 錠前屋
- 検察官（1946年）
- 愛と死の戯れ（1946年、1959年） - ジェローム
- 消えたバークシャ（1946年）
- 中橋公館（1947年）
- 壊れ甕（1947年、1964年）
- 火山灰地（1948年）
- フィガロの結婚（1949年、1964年） - フィガロ
- 桜の園（1951年、1960年、1963年） - ロパーヒン
- 椎茸と雄弁（1951年）
- 現代の英雄（1952年）
- 赤いランプ（1954年）
- どれい狩り（1955年） - 探検家
- 沢氏の二人娘（1959年）
- 十二夜（1960年）
- 石の語る日（1961年）
- おまへの敵はおまへだ（1961年）
- 三文オペラ（1962年）
- お人好しの幽霊（1963年）
- ハムレット（1964年） - クローディアス
- 東海道四谷怪談（1964年、1968年） - 四谷左門
- ファウスト（1965年） - メフィスト
- アンナ・カレーニナ（1966年）
- クルヴェット天から舞いおりる（1967年）
- 三人姉妹（1968年）
- ラ・マンチャの男（1969年・1970年） - 牢名主
- 北斎漫画（1973年）
- 天守物語（1977年） - 近江之丞桃六
- 花神（1978年）※松竹前進座提携公演
- 五重奏（1978年）※文学座特別公演
- 食肉市場のジャンヌダルク（1982年） - 食肉王
- メアリ・スチュアート（1983年）
- 遁走譜（1984年） - 横山源伍 役
- テンペスト（1984年） - プロスペロー
- あまつ空なる（1987年）

### ラジオ
- えり子とともに （1951年、NHKラジオ第1）
- 闖入者（1955年、朝日放送） - 闖入者・紳士
- ベルリンが歌っていた（1986年11月22日、NHK-FM） -  第三の人物

## 演出作品（舞台）
- 十二夜（1959年）
- お人好しの幽霊（1963年）
- フィガロの結婚（1964年）
- 東海道四谷怪談（1964年、1968年）
- ヒゲの生えた制服（1966年）
- セチュアンの善人（1966年）
- クルヴェット天から舞いおりる（1967年）
- 三人姉妹（1968年）

## 文献
- 小沢栄太郎『パリの銭湯』、法政大学出版局、1959年
- 小沢栄太郎『先祖はモリエール』、講談社、1977年 ※自伝エッセー集
- 小沢栄太郎・嵯峨善兵・松本克平・信欣三『四人でしゃべった』、早川書房、1987年
- 『小澤栄太郎』、小澤優子（編）、みみずくぷれす、1989年  ISBN 4943960219 ※遺文集と夫人の日記
- 小沢僥謳『火宅の人 俳優小澤栄太郎』、角川書店、1996年 ISBN 4048834436 ※息子の回想記